# Tamara (Balakirev)
Pour les articles homonymes, voir Tamara.

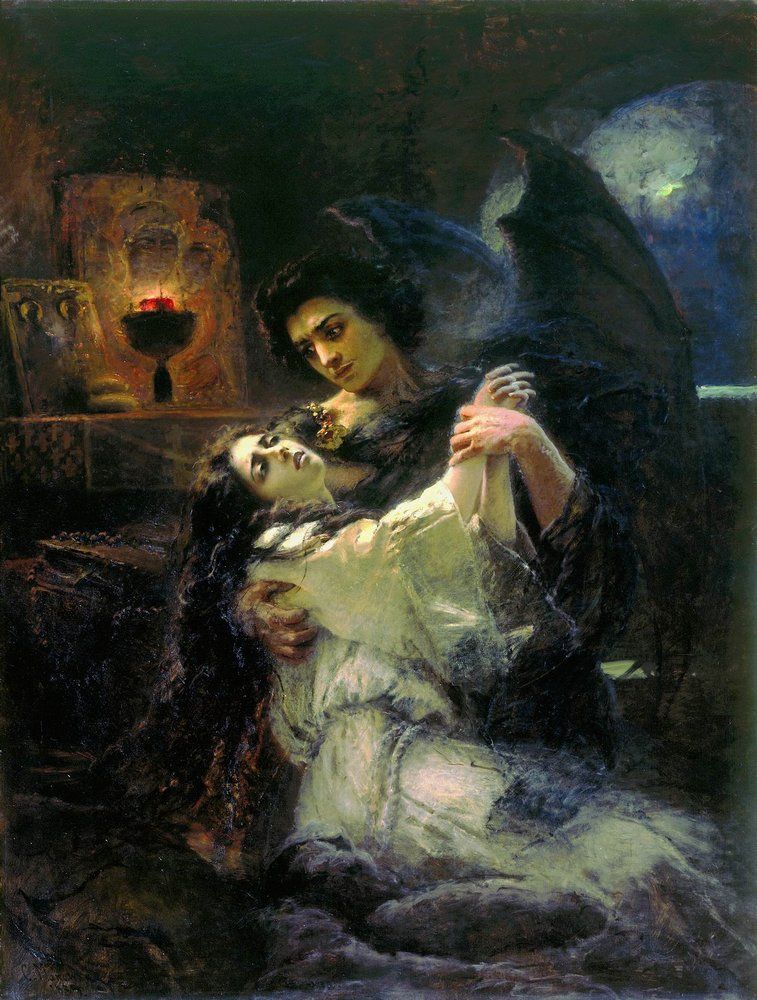
Tamara et le démon, par Konstantin Makovsky (1889)

Tamara est l'un des trois poèmes symphoniques  pour grand orchestre du compositeur russe Mili Balakirev.
La pièce s'inspire d'un poème de Lermontov : dans le Caucase, la belle et démoniaque princesse Tamara (Thamar), qui vit dans une tour qui surplombe des gorges de Darial et le Terek, attire les voyageurs égarés dans la nuit par une lumière, les tue après une nuit de plaisir, et jette leurs corps dans le gouffre de la rivière. 
C'est après plusieurs voyages au Caucase, dans les années 1860, que Balakirev, ébloui, songe au poème de Lermontov. Il en commence les esquisses en 1867, mais s'interrompt bientôt. Il y revient en 1876 et y travaille assidûment. L'œuvre est finalement achevée en septembre 1882, et créée en mars 1883 à Moscou sous la direction du compositeur.
Tamara est considéré comme le chef-d'œuvre de Balakirev[réf. nécessaire], et un des sommets de cet orientalisme musical qui a tant marqué la musique russe. Tamara a d'ailleurs eu une influence évidente sur des œuvres comme Schéhérazade de Rimski-Korsakov (1888) ou la Rhapsodie orientale de Glazounov (1889). La force de l'évocation et du chromatisme orchestral en font également un des sommets du poème symphonique. L'œuvre s'ouvre sur le sourd grondement de la rivière au fond du gouffre, évoqué par les sombres et terrifiants murmures des violons et des trombones en si mineur. Le thème de Tamara mène alors à un chant d'amour paisible. Tout au long, cependant, la menace en si mineur plane. Le poème se referme comme il a commencé, alors que la rivière emporte le corps du malheureux voyageur.
Andante maestoso – Poco a poco più animato – Allegro moderato, ma agitato – Poco animato – Poco più animato – Meno mosso (doppio movimento) – Poco meno mosso. Allegretto quasi andantino – Poco più mosso – Più agitato – Poco più animato – Vivace (alla breve) – Poco meno mosso, ma agitato – L’istesso tempo – Pochissimo meno mosso – Poco a poco più animato – Animato – Poco più mosso – Ancora poco più animato – Meno mosso (doppio movimento) – Andante (meno mosso. Tempo del comincio)